# IsaDora Cosmetics
IsaDora Cosmetics é uma marca sueca de cosméticos  fundada em 1983 pela empresa sueca INVIMA AB, localizada em Malmö. A primeira linha de beleza da IsaDora chegou às lojas suecas em novembro de 1983 e, em 1984, a empresa exportou seus produtos para a Noruega e o resto da Escandinávia. A IsaDora também se expandiu para o mercado norte-americano e foi vendida nas lojas Walgreens, nos Estados Unidos, de 2003 a 2008. Também é vendida no Reino Unido. Foi uma dos patrocinadoras e parceiras do Festival Eurovisão da Canção de 2013. Parte do sortimento da IsaDora que esteve em cartazes como parte da campanha das empresas Eurovision foi "Big Bold Mascara", "Wonder Nail" e "Cream Mousse Eye Shadow". A IsaDora também hospedou seu próprio evento Eurovision com a participação dos participantes do concurso.
Em maio de 2013, a IsaDora Cosmetics lançou seus produtos nos Emirados Árabes Unidos.